# Cruzada de Tedelis
La cruzada de Tedelis fue uno de los episodios de confrontación entre la Corona de Aragón y las dinastías berberiscas del Magreb a finales del siglo XIV.

## Antecedentes
Durante el saqueo de Torreblanca, el 24 de agosto de 1397, piratas procedentes de Bugía, dirigidos por un valenciano renegado, Pedro Fuster, se llevaron un cáliz o una custodia que guardaba sagradas formas además de 108 prisioneros. La noticia se propagó rápidamente y la conmoción desencadenó la reacción de varias ciudades y villas buscando recuperar los tesoros y cautivos perdidos.
En 1398, esta repercusión, aunada a anteriores ataques y tropelías padecidos por todo el litoral aragonés, llevó a la ciudad de Valencia a encabezar las acciones de represalía. El rey Martín el Humano, absorbido en esos momentos financieramente por otras empresas, avala y apoya políticamente la iniciativa, y otro tanto hará el papa de Aviñón, Benedicto XIII, el aragonés Papa Luna, mediante la promulgación de la bula de cruzada (marzo de 1398). Todo ello llevará a reunir la adhesión de otras villas y ciudades que suman recursos, y aportan en la recaudación de fondos y en el reclutamiento de tropa y naves. En mayo se adhiere la ciudad de Mallorca siendo también notable la aportación del reino de Mallorca a la empresa de la llamada Armada Santa.

## La cruzada
Entre el 17 y el 22 de junio de 1398, zarpa de Valencia el capitán Jofré de Rocabertí rumbo a las Islas Baleares. Tras recalar en Mallorca, zarpan el 24 de julio hacia Ibiza, lugar de la concentración. Poco más tarde, el 2 de agosto, hacía otro tanto Hugo de Anglesola con la flota mallorquina. La flota reunida en Ibiza, sumaba 70 naves y 7.500 cruzados, zarpando en agosto y saqueando Tedelis el 27 de agosto. Como resultado se calcula pudieron morir unos 1.000 vecinos y otros tantos 300 fueron hechos cautivos. El saqueo duró dos días y se obtuvo un cuantioso botín.

## En socorro del Papa Luna
Tras atacar las costas africanas, la expedición, por petición del rey aragonés, se dirigió a continuación a Aviñón para tratar de liberar a Benedicto XIII, del asedio al que le tenía sometido las tropas francesas de Godofredo Boucicault en su palacio después de que un concilio de la Iglesia de Francia en 1398 se manifestó contrario a Benedicto XIII y puso a la Iglesia en Francia bajo control del poder real,  retirando el rey de Francia su obediencia al Papa.
La flota, entre 10 y 15 galeras, junto a varias galeotas y unos 3.000 hombres, no pudo remontar el Ródano por el poco caudal que llevaba el río, pero consiguió que se concediera una tregua de tres meses a los sitiados.

## Consecuencias
El rey negoció la recuperación de la custodia a cambio de algunos de los 300 prisioneros. Durante el saqueo, que se había realizado en dos grupos (valencianos por un lado, mallorquines, por el otro) no hubo miramiento contra las propiedades que numerosos mercaderes mallorquines poseían en la ciudad. Esto produjo altercados entre ambas facciones que favoreció una reacción de los vecinos de Tedelis y en el contraataque fallecía el comandante mallorquín, Hugo de Anglesola junto a algunos destacados caudillos cristianos.
Al año siguiente, se decide repetir una nueva expedición, pero en esta vez será contra Bona en territorio háfsida.